# Лунар орбитер-5
Лунар орбитер-5 (англ. Lunar Orbiter 5) — автоматический беспилотный космический аппарат НАСА, разработанный в рамках программы «Лунар орбитер», был запущен в 1967 году с целью картографирования поверхности Луны. Аппарат успешно выполнивший поставленные цели, став пятым и последним американским искусственным спутником Луны этой серии.
Одной из целей полёта КА «Лунар орбитер-5» было ещё раз заснять 5 из 8 мест возможной посадки лунных модулей «Аполлонов» уже сфотографированных предыдущими «Лунар орбитерами». Кроме этого в программу входили: съёмка объектов представляющих научный интерес, таких как кратеры Альфонс, Аристарх, Гиппарх и другие, фотографирование участка обратной стороны Луны пропущенной предыдущими аппаратами, а также полярных областей спутника Земли.

## История
После известной инаугурационной речи президента США Джона Кеннеди 20 января 1961 года в США начали подготовку к полёту человека на Луну. Для успешного осуществления программы «Аполлон» требовались дополнительные исследования и тестовые полёты к Луне. Первой такой вспомогательной специализированной программой стала «Рейнджер», аппараты которой, по аналогии с первыми советскими космическими аппаратами серии «Луна» отправлялись к естественному спутнику Земли, на подлётном этапе делали фотографии, а затем сталкивались с Луной.
Первые пять пусков «Рейнджеров» по разным причинам были неудачными, и в начале 1964 года была инициирована программа
«Лунар орбитер». Конкурсный контракт на изготовление аппаратов выиграла компания «Boeing».
Основной задачей первого аппарата, «Лунар орбитер-3», было картографирование поверхности Луны для определения места посадки пилотируемых космических кораблей (КА) «Аполлон». Кроме того, в задачи КА входило выявление микрометеоритов в окололунной среде, изучение радиационной обстановки на пути и вблизи Луны и исследование гравитационного поля и физических свойств спутника.

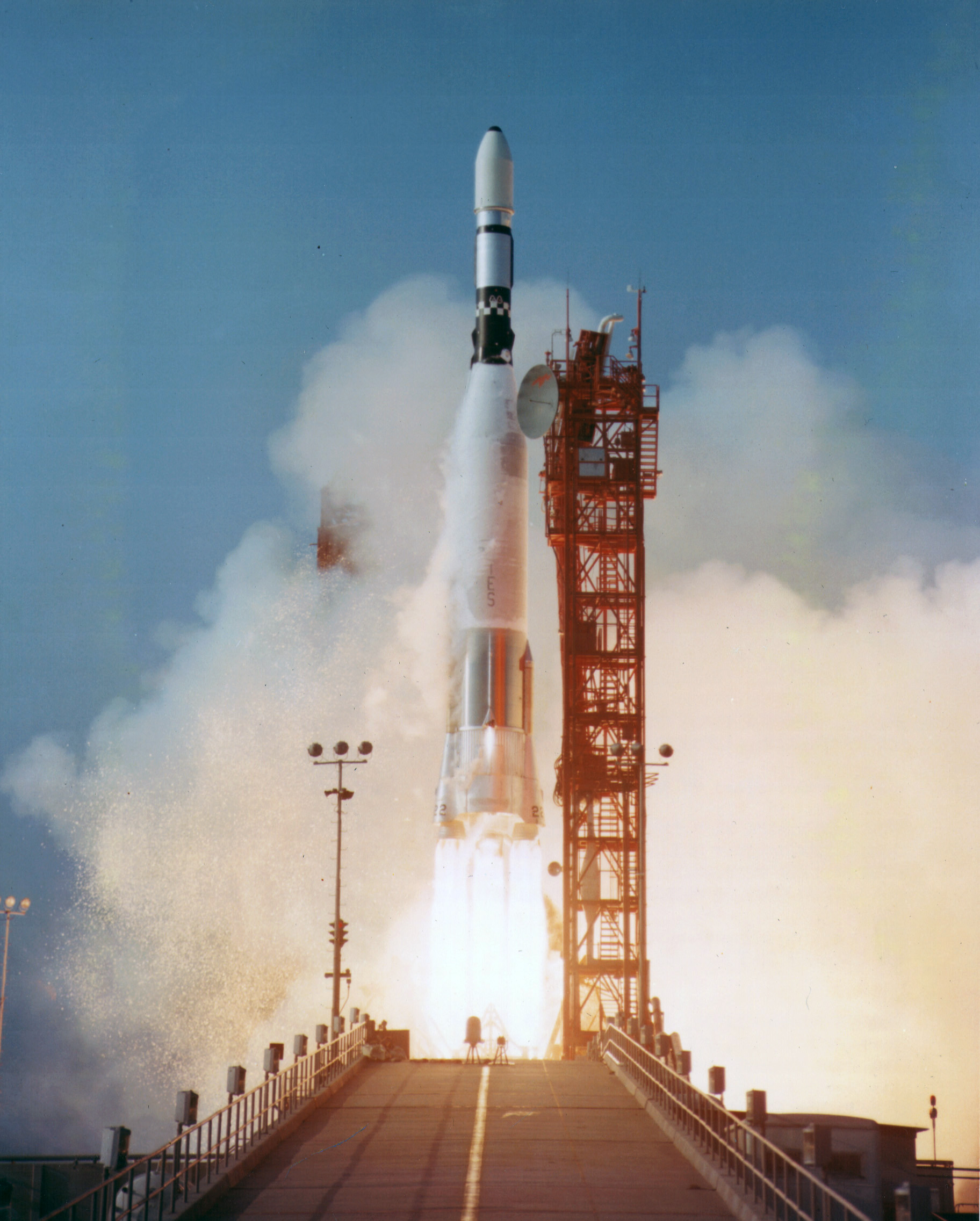
Запуск

## Хронология полёта
«Лунар орбитер-5» был запущен 1 августа 1967 года с мыса Канаверал, со стартовой площадки LC-13. КА успешно вышел на парковочную орбиту. Через четыре дня, 5 августа, «Лунар орбитер-5» вышел на орбиту Луны и начал выполнение программы миссии. КА Передал на Землю 211 снимков среднего разрешения и 633 снимка высокого разрешения (с деталями поверхности размером до 2 метров).

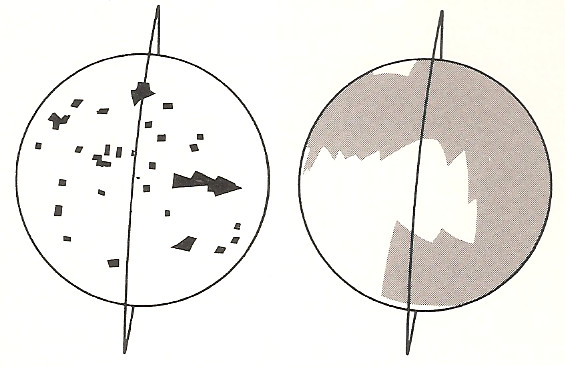
Орбита космического аппарата и фотографическое покрытие видимой стороны (слева) и обратной стороны Луны (справа).

Проработав с момента запуска 183 дня и выполнив поставленные цели, 31 января 1968 года аппарат был сведён с орбиты Луны. По команде с Земли была включена двигательная установка и космический аппарат сошел с орбиты в экваториальной части видимой стороны Луны на западном краю. Координаты места падения КА 0° с. ш. и 70° з. д.